# Aeroportul Garden County
Aeroportul Garden County (IATA: OKS, ICAO: KOKS, FAA LID: OKS) este un aeroport din Comitatul Garden, Nebraska, Statele Unite ale Americii.
Situat la o altitudine de 1.034,52168 m, aeroportul dispune de 1 pistă.

## Infrastructură

### Piste
Aeroportul dispune de o singură pistă. Pista 12/30 are suprafața de beton și dimensiunile 4.699 picioare × 60 picioare. 